# Inter multiplices (Pio IX)
Inter multiplices  è un'enciclica di papa Pio IX, pubblicata il 21 marzo 1853, e scritta all'Episcopato e al clero francese, con la quale il Pontefice invita la Chiesa di Francia ad una rappacificazione tra gallicani e ultramontani. Elogia poi i Vescovi francesi per l'impegno con il quale esercitano il loro ministero; li esorta alla concordia e li invita a seguire con cura la formazione dei giovani chierici nei seminari, in modo da preparare sacerdoti umili e dotti; condanna la stampa che corrompe le intelligenze e i costumi, e consiglia l'utilizzo di uomini di cultura che, animati da spirito cattolico, possano produrre libri e giornali al servizio della Chiesa.
Nella polemica per il mantenimento degli studi classici nelle scuole, l'enciclica prende moderatamente posizione a favore della proposta dei fratelli Gaume, i sacerdoti Jean-Alexis e Jean-Joseph, che proponevano di abolire lo studio degli autori classici, sostituendoli con i padri della Chiesa. A loro si opponevano Félix Dupanloup, vescovo di Orléans e Marie-Dominique-Auguste Sibour, arcivescovo di Parigi. Nonostante questo pronunciamento gli autori classici restarono nei programmi di studio.